# Erhard Schreier
Erhard Schreier (* 8. Januar 1934 in Pelsdorf, Bezirk Hohenelbe, Tschechoslowakei) ist ein deutscher Gebrauchsgrafiker und Illustrator.

## Leben und Werk
Schreier kam 1945 mit seinen Eltern als Vertriebene aus der Tschechoslowakei in die Altmark in der Sowjetischen Besatzungszone. Von 1945 bis 1948 nahm er privaten Unterricht im Zeichnen. Von 1950 bis 1953 studierte er an der Fachschule für angewandte Kunst Magdeburg und anschließend bis 1958 bei Ernst Jazdzewski, Werner Klemke, Arno Mohr, Paul Rosie und Klaus Wittkugel an der Kunsthochschule Berlin-Weißensee. Danach arbeitete er in Berlin vor allem als Gebrauchsgrafiker. Insbesondere illustrierte er eine bedeutende Zahl von Büchern für den Greifenverlag, den Buchverlag Der Morgen, den Kinderbuchverlag Berlin, den Militärverlag der DDR, die Verlage Neues Leben und Junge Welt und den Urania-Verlag. Außerdem entwarf er Plakate, Zeitschriftenillustrationen, Prospekte für technische Anlagen, u. a. für den VEB Elektrokohle Lichtenberg, Kataloge, Inserate und Verpackungsmittel.
Schreiner schuf vor allem Pinsel- und Federzeichnungen, nutzte aber auch die Schabkunst. 1968 war Schreier er einer von zehn Künstlern, die Grafiken für eine Mappe über Berlin-Treptow schufen, die das Bezirksamt in Auftrag gegeben hatte.
Als 1988 zur Vorbereitung geplanter Wohnungsbauten umfangreiche Abbrucharbeiten im Bereich der Ministergärten, wo sich der „Führerbunker“ befunden hatte, erfolgten, hielt Schreier sich dort mit Erlaubnis des Magistrats unter erheblichem persönlichen Risiko mehrere Monate auf. Er machte Skizzen und über 1000 Fotoaufnahmen, die einen Eindruck von den früheren Bunkeranlagen geben.

## Teilnahme an zentralen und wichtigen regionalen Ausstellungen in der DDR
- 1960, 1976, 1979, 1982 und 1986: Berlin, Bezirkskunstausstellungen
- 1962/1963, 1967/1968 und 1977/1978: Dresden, Fünfte und Sechste Deutsche Kunstausstellung und VIII. Kunstausstellung der DDR
- 1965: Berlin, Deutsche Akademie der Künste („Junge Künstler. Gebrauchsgraphik“)
- 1965: Leipzig, Internationale Buchkunst-Ausstellung
- 1979: Berlin, Ausstellungszentrum am Fernsehturm („Buchillustrationen in der DDR. 1949 – 1979“)
- 1982: Berlin, Galerie am Prater („Berliner Grafik XI.“)